# Alto Lage
Alto Lage é um bairro localizado na região 5 do município de Cariacica, Espírito Santo, Brasil. O bairro de ALTO LAGE tem como bairros vizinhos: ITAQUARI, JARDIM ÁMERICA, VERA CRUZ, SOTEMA, ORIENTE e ITACIBÁ.
Podem ter acesso ao bairro de ALTO LAGE pela BR-262 e Rodovia José Sette, o que ajuda ao fácil acesso e locomoção. O bairro de Alto Lage fica muito bem localizado e é um dos melhores bairros de CARIACICA, até mesmo do BRASIL. encontra-se estrategicamente localizado 
O bairro tem um ótimo clima amistoso, onde os moradores se conhecem e se respeitam, o que faz  do local um lugar tranquilo e pacato. Segundo o IBGE, existem 6.551 moradores em ALTO LAGE.
A economia do bairro é forte e diversificada, existem 2 hospitais, 1 Fórum, 5 lojas de veículos, 2 mercearias,3 padarias, 4 academias, 7 bares/botecos, 5 oficinas automotivas, 4 lojas de materiais de construção, 8 loja de roupas, 6 salões de beleza, 1 fábrica de móveis(Serpa Móveis), 2 supermercados, 1 ferro velho, 1 loja de som e acessórios, 1 loja da Claro TV, 2 restaurantes, 4 cerimoniais, 2 empresas de táxi, 2 distribuidora de bebidas, 1 centro de campos sintéticos,  2 açougues, 5 lanchonetes, 2 pizzarias, 2 sorveterias, 4 farmácias, 1 centro de odontologia, 1 SEST/SENAT, 1 pet shop, não podemos esquecer da Prefeitura Municipal de Cariacica que também encontra-se no bairro de ALTO LAGE.
O Bairro de ALTO LAGE possui 1 escola estadual (Maria de Lourdes Santos Silva) , 1 municipal (Jocarly Gomes) e um jardim de infância (Edmilson Varejão). 